# Testify (álbum de Phil Collins)
Testify es el séptimo álbum de estudio de Phil Collins, lanzado en 2002.
El disco alcanzó el puesto #30 en Estados Unidos y el #15 en Gran Bretaña.
El sencillo de promoción fue una versión de la canción de Leo Sayer "Can't Stop Loving You", la cual alcanzó el puesto #10 en el Billboard Eurochat Hot 100. Los otros singles lanzados fueron: "Wake Up Call" y "The Least You Can Do", mientras que para Estados Unidos fue lanzado "Come With Me" sólo para las radios. El álbum fue producido por Rob Cavallo.

## Testify
El tema "Testify" (Testificar) fue escrito por el autor del álbum para su esposa de ese entonces, Orianne, de la cual se divorció en marzo de 2006 tras siete años de casados. Las canciones "Come with me" (Ven conmigo) y " You touch my heart" (Tú tocas mi corazón) están dedicadas a su hijo Nicholas, nacido en abril de 2001.

## Lista de canciones
1. Wake up call - 5:16
2. Come with me - 4:35
3. Testify - 6:33
4. Don't get me started - 4:40
5. Swing low - 5:10
6. It's not too late - 4:00
7. This love this heart - 4:05
8. Driving me crazy - 4:40
9. The least you can do - 4:25
10. Can't stop loving you - 4:20
11. Thru my eyes - 5:10
12. You touch my heart - 4:43